# Gail Neall
Gail Neall (Sydney, 2 agosto 1955) è un'ex nuotatrice australiana. Specializzata nello stile misto, ha vinto la medaglia d'oro nei 400 metri misti ai Giochi olimpici di Monaco 1972, stabilendo un nuovo record olimpico.
Nel corso della sua carriera è stata anche primatista mondiale ed è stata inserita nell’International Swimming Hall of Fame.

## Carriera
Neall ha iniziato a nuotare in giovane età e si è specializzata nelle gare di stile misto. La sua vittoria più importante è arrivata ai Giochi olimpici di Monaco 1972, dove ha conquistato la medaglia d'oro nei 400 m misti stabilendo il record olimpico con il tempo di 5:02.97. È stata inoltre primatista mondiale della distanza.
Ha partecipato ai Giochi del Commonwealth britannici ottenendo un argento nei 400 m misti a Edimburgo 1970 e un bronzo nei 200 m farfalla a Christchurch 1974.

## Palmarès
- Giochi olimpici
  - Monaco 1972: oro nei 400 m misti.
- Giochi del Commonwealth Britannici
  - 1970 - Edimburgo: argento nei 400 m misti.
  - 1974 - Christchurch: bronzo nei 200 m farfalla.

## Riconoscimenti
È membro dell'International Swimming Hall of Fame.